# Rice County, Kansas
Rice County är ett administrativt område i delstaten Kansas, USA, med 10 083 invånare. Den administrativa huvudorten (county seat) är Lyons.

## Geografi
Enligt United States Census Bureau har countyt en total area på 1886 km². 1 882 km² av den arean är land och 4 km² är vatten.

### Angränsande countyn
- Ellsworth County - norr
- McPherson County - öst
- Reno County - söder
- Stafford County - sydväst
- Barton County - nordväst

### Orter
- Alden
- Bushton
- Chase
- Frederick
- Geneseo
- Little River
- Lyons (huvudort)
- Raymond
- Sterling